# Liste der Baudenkmäler in Erdweg

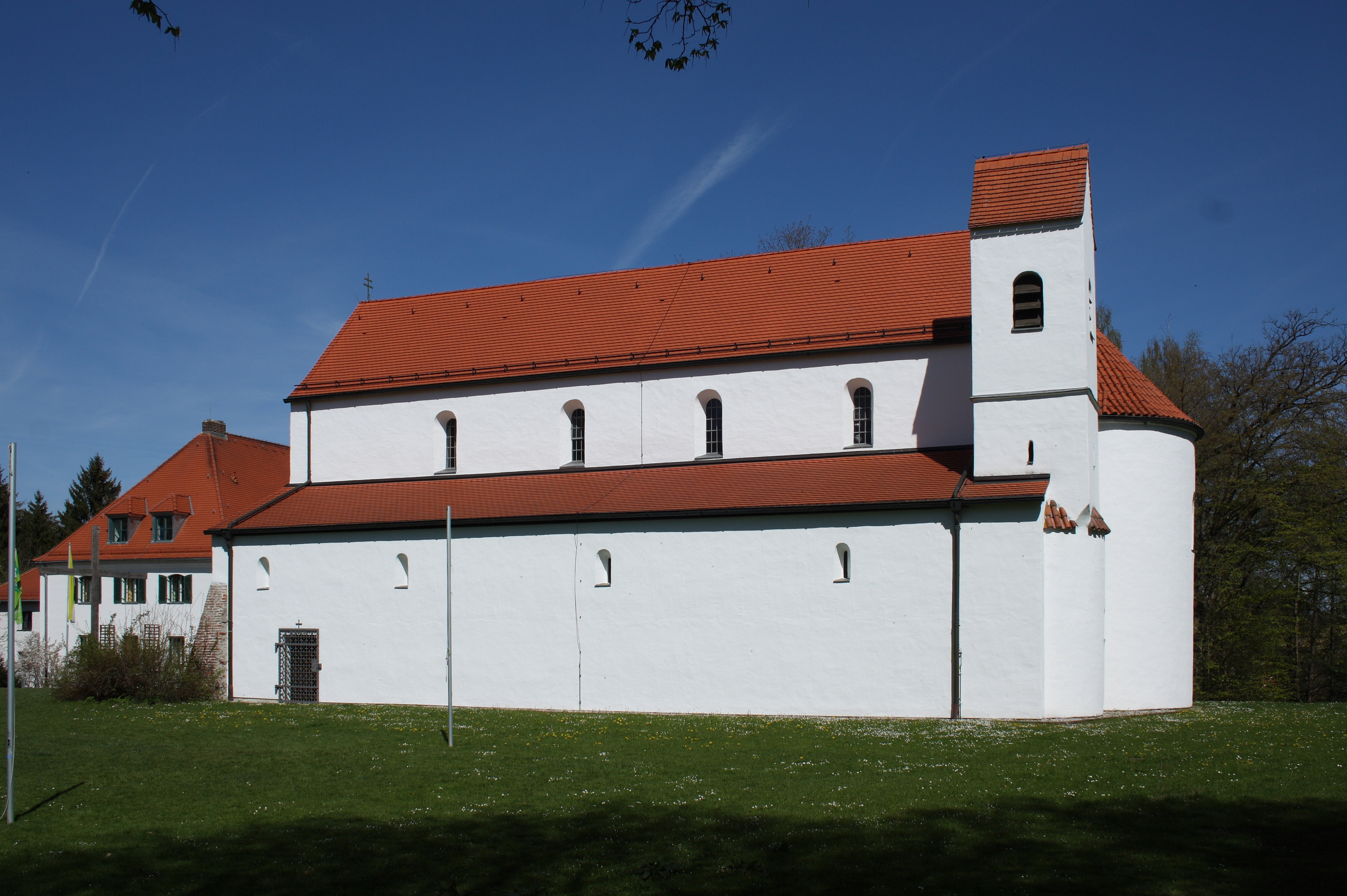
Petersberg-Basilika

Auf dieser Seite sind die Baudenkmäler in der oberbayerischen Gemeinde Erdweg zusammengestellt. Diese Tabelle ist eine Teilliste der Liste der Baudenkmäler in Bayern. Grundlage ist die Bayerische Denkmalliste, die auf Basis des Bayerischen Denkmalschutzgesetzes vom 1. Oktober 1973 erstmals erstellt wurde und seither durch das Bayerische Landesamt für Denkmalpflege geführt wird. Die folgenden Angaben ersetzen nicht die rechtsverbindliche Auskunft der Denkmalschutzbehörde.

## Baudenkmäler nach Ortsteilen

### Erdweg
| Lage                               | Objekt                  | Beschreibung | Akten-Nr.             | Bild           |
| ---------------------------------- | ----------------------- | --- | --------------------- | -------------- |
| Hauptstraße 14 (Standort)          | Gasthof                 | stattlicher Satteldachbau mit Schwalbenschwanzzinnen, im Kern 16. Jahrhundert, später verändert Im Jahr 2016 die Bayerische Denkmalschutzmedaille an die Gemeinde und die Interessengemeinschaft für die Instandsetzung dieses Bauwerks | D-1-74-118-1 Wikidata | weitere Bilder |
| Pater-Cherubin-Straße 1 (Standort) | Pfarrzentrum St. Paulus | Stahlskelettbau mit Fachwerkträgern, Verglasung und Fassadenplatten, mit Bücherei, Sozialräumen, Kapelle und variablem Gottesdienstraum, 1972/73; mit Ausstattung; Kindergarten, Holzskelettbau mit Holzstützen und kombinierten Fachwerkbindern aus Holz und Stahl, Paneelen aus Holz und Glas, 1975/76; Pfarrhaus, massiver Flachdachbau mit Treppenhausanbauten unter hölzernem Tragwerk aus Stützen und Fachwerkbindern, mit Doppelgarage und Einfriedung, 1978/79; Grünanlage mit Rondell, Brunnen, Schornstein mit rahmendem Metallgerüst, Spielhügel, Parkplatz und Stahlkreuz; sämtlich von Steidle u. Partner. | D-1-74-118-58         | BW             |

### Bogenried
| Lage                    | Objekt                               | Beschreibung | Akten-Nr.             | Bild                                 |
| ----------------------- | ------------------------------------ | --- | --------------------- | ------------------------------------ |
| In Bogenried (Standort) | Katholische Filialkirche St. Michael | einschiffig mit eingezogenem, dreiseitig geschlossenem Chor, Westturm mit Oktogon und Zwiebelhaube, 1614 erbaut, 1709/10 durch Georg Glonner barockisiert; mit Ausstattung | D-1-74-118-2 Wikidata | Katholische Filialkirche St. Michael |

### Eisenhofen
| Lage                                    | Objekt                             | Beschreibung | Akten-Nr.              | Bild           |
| --------------------------------------- | ---------------------------------- | --- | ---------------------- | -------------- |
| Bischof-Neuhäusler-Straße 50 (Standort) | Bauernhaus                         | zweigeschossiger Satteldachbau mit Lisenen- und Gesimsgliederung, im Kern 18. Jahrhundert, 1873 ausgebaut; Geburtshaus des Münchener Weihbischofs Johannes Neuhäusler                                               | D-1-74-118-56 Wikidata | weitere Bilder |
| Kirchenstraße 12 (Standort)             | Katholische Filialkirche St. Alban | einschiffig mit eingezogenem, fünfseitig geschlossenem Chor und Satteldachturm im nördlichen Winkel, Chor und Turm spätgotisch, Langhaus 1680, Umgestaltung 1760/61, Verlängerung nach Westen 1865; mit Ausstattung | D-1-74-118-3 Wikidata  | weitere Bilder |
| Schleifmühlstraße 12 (Standort)         | ehem. Schleifmühle                 | eingeschossiger Satteldachbau mit hohem Kniestock und Zwerchhaus über hohem Sockel und seitlichem Wasserkanal, im Kern 2. Hälfte 18. Jh., wohl 1847 umgebaut, mit drei Haustafeln                                   | D-1-74-118-60          | BW             |

### Großberghofen
| Lage                                          | Objekt                                                    | Beschreibung | Akten-Nr.              | Bild           |
| --------------------------------------------- | --------------------------------------------------------- | --- | ---------------------- | -------------- |
| Dachauer Straße 9 a (Standort)                | Kleinhaus mit Architekturgliederung                       | nach Mitte 19. Jahrhundert | D-1-74-118-12 Wikidata | weitere Bilder |
| Dorfstraße 4 (Standort)                       | Zwei Mörtelplastiken (Rinder) von Bartholomäus Ostermair  | Ende 19. Jh., am Stall nicht nachqualifiziert, im Bayerischen Denkmal-Atlas nicht kartiert | D-1-74-118-57          | BW             |
| Dorfstraße 15 (Standort)                      | Kleinbauernhaus                                           | erdgeschossig mit Greddach, Mitte 19. Jahrhundert, Stallteil jünger | D-1-74-118-54 Wikidata | weitere Bilder |
| Heidenberg, am Weg nach Rienshofen (Standort) | Kapelle                                                   | Rechteckbau mit kleinem, quadratischem Giebelreiter und Lourdesgrotte, 1897 durch Johann Neumayr errichtet | D-1-74-118-17 Wikidata | weitere Bilder |
| Lindenstraße 9 (Standort)                     | Sechs Mörtelplastiken                                     | An den Stadeln sechs Mörtelplastiken, um 1899 | D-1-74-118-14 Wikidata | weitere Bilder |
| St.-Georgs-Weg 4 (Standort)                   | Katholische Pfarrkirche St. Georg                         | einschiffig mit eingezogenem, dreiseitig geschlossenem Chor, im nördlichen Winkel wuchtiger Turm mit Oktogon und Zwiebelhaube, Turmunterbau 1650, Langhaus und Chor 1714 unter Verwendung romanischen und spätgotischen Mauerwerks durch Georg Glonner errichtet, 1921/22 nach Westen verlängert; mit Ausstattung | D-1-74-118-11          | weitere Bilder |
| Walkertshofener Straße 14 (Standort)          | Ehemaliges Expositurhaus, jetzt sogenanntes Hutter-Museum | zweigeschossiger Satteldachbau, um 1860/70 | D-1-74-118-15 Wikidata | weitere Bilder |

### Happach
| Lage                   | Objekt              | Beschreibung                                                                            | Akten-Nr.              | Bild           |
| ---------------------- | ------------------- | --------------------------------------------------------------------------------------- | ---------------------- | -------------- |
| Happach 1 (Standort)   | Bauernhaus          | erdgeschossiger Satteldachbau mit Stichbogenfenstern, Kniestock und Zwerchhaus, um 1872 | D-1-74-118-19 Wikidata | Bauernhaus     |
| Happach 2 (Standort)   | Bauernhaus          | erdgeschossig mit Greddach, Anfang 19. Jahrhundert                                      | D-1-74-118-20 Wikidata | Bauernhaus     |
| Happach 2 a (Standort) | Muttergotteskapelle | einschiffig mit dreiseitigem Schluss und quadratischem Giebelreiter; mit Ausstattung    | D-1-74-118-18 Wikidata | weitere Bilder |

### Hof
| Lage                               | Objekt                        | Beschreibung | Akten-Nr.              | Bild                          |
| ---------------------------------- | ----------------------------- | --- | ---------------------- | ----------------------------- |
| Nähe Hirtlbacher Straße (Standort) | Katholische Kapelle St. Maria | einschiffig mit dreiseitigem Schluss im Nordwesten und quadratischem Giebelreiter, nach 1860 in neugotischen Formen erbaut; mit Ausstattung | D-1-74-118-21 Wikidata | Katholische Kapelle St. Maria |
| Schloßstraße 7 (Standort)          | Schloss Eisenhofen            | dreigeschossig über hohem Sockel, Ostflügel mit Erkerturm und Walmdach, 17. Jahrhundert; Mittelteil und Westflügel nach 1860                | D-1-74-118-22 Wikidata | weitere Bilder                |

### Kleinberghofen
| Lage                            | Objekt                                 | Beschreibung | Akten-Nr.              | Bild           |
| ------------------------------- | -------------------------------------- | --- | ---------------------- | -------------- |
| Münchener Straße 2 (Standort)   | Gasthaus                               | stattlicher zweigeschossiger Satteldachbau, bezeichnet mit 1840 | D-1-74-118-25 Wikidata | Gasthaus       |
| St.-Martin-Straße 15 (Standort) | Ehemals Schulhaus (jetzt Kindergarten) | zweigeschossig mit flachem Walmdach, nach 1860 errichtet | D-1-74-118-27 Wikidata | BW             |
| St.-Martin-Straße 17 (Standort) | Katholische Pfarrkirche St. Martin     | Saalbau mit eingezogenem, fünfseitig geschlossenem Chor und Satteldachturm im nördlichen Winkel, Chor und Turm Ende 15. Jahrhundert, Langhaus um 1650, nach Westen 1933 erweitert; mit Ausstattung | D-1-74-118-23          | weitere Bilder |

### Oberhandenzhofen
| Lage                           | Objekt                                | Beschreibung | Akten-Nr.              | Bild           |
| ------------------------------ | ------------------------------------- | --- | ---------------------- | -------------- |
| Oberhandenzhofen 3 (Standort)  | Kapelle                               | nach Nordwesten gerichteter, einschiffiger Bau mit eingezogenem, dreiseitig geschlossenem Chor, um 1870/80 in neugotischen Formen bei der Mühle errichtet     | D-1-74-118-30 Wikidata | Kapelle        |
| In Oberhandenzhofen (Standort) | Katholische Filialkirche St. Antonius | einschiffig mit nicht eingezogenem, dreiseitig geschlossenem Chor, quadratischer Westturm mit kurzem Oktogon und Laternenkuppel, 1683 erbaut; mit Ausstattung | D-1-74-118-29 Wikidata | weitere Bilder |

### Petersberg
| Lage                    | Objekt                                         | Beschreibung                                                                                              | Akten-Nr.              | Bild           |
| ----------------------- | ---------------------------------------------- | --- | ---------------------- | -------------- |
| Petersberg 1 (Standort) | Ehemalige Benediktinerklosterkirche St. Petrus | romanische, dreischiffige Pfeilerbasilika ohne Querschiff, zwischen 1104 und 1107 erbaut; mit Ausstattung | D-1-74-118-32 Wikidata | weitere Bilder |

### Unterweikertshofen
| Lage                                                 | Objekt                               | Beschreibung | Akten-Nr.              | Bild           |
| ---------------------------------------------------- | ------------------------------------ | --- | ---------------------- | -------------- |
| Heckenstraße 6 (Standort)                            | Kleinbauernhaus                      | zweigeschossig mit Frackdach, Mitte 19. Jahrhundert | D-1-74-118-36 Wikidata | BW             |
| Schulbergstraße 12 (Standort)                        | Schulhaus                            | erdgeschossiger Mansarddachbau, Anfang 19. Jahrhundert, später verändert | D-1-74-118-55 Wikidata | Schulhaus      |
| Sittenbacher Straße 16; Nähe Dahlienanger (Standort) | Vormaliger Vierseithof               | dann Dreiseithof mit zweigeschossigem Bauernhaus, bezeichnet mit 1844 (Haustafel), Erdgeschoss mit Teilunterkellerung, nach 1530 (Dendro), Erhöhung und Stüberlanbau 1791; zugehöriger ehemaliger Stallstadel, 1927                                                                                        | D-1-74-118-53 Wikidata | BW             |
| St.-Gabinus-Weg 6 (Standort)                         | Katholische Filialkirche St. Gabinus | Saalbau mit ausspringenden, erhöhten Mittelabschnitt, wenig eingezogenem, segmentbogig schließendem Chor und Turm mit Laternenkuppel im südlichen Winkel, 1608 erbaut, 1709 um den zentralisierendem Mittelteil des Langhauses erweitert, 1840 Turm erneuert, 1910 nach Westen verlängert; mit Ausstattung | D-1-74-118-33 Wikidata | weitere Bilder |
| Von-Hundt-Straße 1 (Standort)                        | Schloss                              | dreigeschossiger, stattlicher Bau mit hohem Schopfwalm und turmähnlichem Anbau im Süden, bezeichnet mit 1616, 1657 und im 18. Jahrhundert verändert; mit Ummauerung | D-1-74-118-34 Wikidata | weitere Bilder |

### Walkertshofen
| Lage                      | Objekt                                    | Beschreibung | Akten-Nr.              | Bild           |
| ------------------------- | ----------------------------------------- | --- | ---------------------- | -------------- |
| Bergstraße 16 (Standort)  | Pfarrhaus                                 | zweigeschossiger Walmdachbau, 18. Jahrhundert | D-1-74-118-43 Wikidata | Pfarrhaus      |
| Kirchfeldweg 6 (Standort) | Katholische Pfarrkirche Mariä Himmelfahrt | Saalbau mit wenig eingezogenem, fünfseitig geschlossenem Chor und Satteldachturm an der Nordseite, im Kern spätgotisch, um 1730 bzw. 1792 umgestaltet und 1884 verlängert; mit Ausstattung | D-1-74-118-42          | weitere Bilder |
| Kirchfeldweg 8 (Standort) | Schulhaus                                 | zweigeschossiger Walmdachbau mit Putzgliederung, 1887 von J. Hergl errichtet | D-1-74-118-51 Wikidata | Schulhaus      |
| Klausenweg 7 (Standort)   | Katholische Kapelle Maria Hilf            | oktogonaler Zentralbau mit eingezogenem, dreiseitig geschlossenem Chor, Dachreiter, um 1650 errichtet, 1786 verändert; mit Ausstattung                                                     | D-1-74-118-44          | weitere Bilder |

### Welshofen
| Lage                          | Objekt                            | Beschreibung | Akten-Nr.     | Bild           |
| ----------------------------- | --------------------------------- | --- | ------------- | -------------- |
| St.-Peter-Straße 8 (Standort) | Katholische Pfarrkirche St. Peter | Saalbau mit eingezogenem, fünfseitig geschlossenem Chor und Satteldachturm im nördlichen Winkel, Chor und Turm spätgotisch (1524?), Langhaus um 1755 erneuert; mit Ausstattung | D-1-74-118-45 | weitere Bilder |

## Ehemalige Baudenkmäler
In diesem Abschnitt sind Objekte aufgeführt, die früher einmal in der Denkmalliste eingetragen waren, jetzt aber nicht mehr. Objekte, die in anderem Zusammenhang also z. B. als Teil eines Baudenkmals weiter eingetragen sind, sollen hier nicht aufgeführt werden. Aktennummern in diesem Abschnitt sind ehemalige, jetzt nicht mehr gültige Aktennummern.

| Lage                                               | Objekt          | Beschreibung | Akten-Nr.              | Bild |
| -------------------------------------------------- | --------------- | --- | ---------------------- | ---- |
| Petersberg Bahnlinie Dachau–Altomünster (Standort) | Fußgängerbrücke | Fußgängerbrücke für den Weg auf den Petersberg über die Lokalbahnstrecke Dachau–Altomünster bei km 23,348, Stampfbetonbau, um 1910 | D-1-74-118-52 Wikidata | BW   |
| Welshofen Kirchgasse 7 (Standort)                  | Bauernhaus      | zweigeschossiger Satteldachbau mit Putzfelderung, 1. Drittel 19. Jahrhundert                                                       | D-1-74-118-49 Wikidata | BW   |